# Andrena dargia
Andrena dargia är en biart som beskrevs av Warncke 1965. Andrena dargia ingår i släktet sandbin, och familjen grävbin. Inga underarter finns listade i Catalogue of Life.